# Urolophus deforgesi
Urolophus deforgesi là một loài cá đuối ít được biết đến trong họ Urolophidae, đặc hữu của vùng sườn lục địa của quần đảo Chesterfield.